# Fuente Vaqueros
Fuente Vaqueros (auch La Fuente genannt) ist eine spanische Stadt im Westen der Vega de Granada, Provinz Granada, Andalusien und grenzt als Teil des Metrobereichs von Granada an die Gemeinden Santa Fe, Chauchina, Cijuela, Láchar und Pinos Puente. Der Genil fließt durch das Stadtgebiet.

## Geschichte
Wie auch viele andere Orte in der Vega de Granada hatte Fuente Vaqueros seine Blütezeit während der Herrschaft der Nasriden. Nach der Reconquista 1492 litt der Ort durch die Vertreibung der Mauren und die spätere Neubesiedlung durch Kolonisten aus anderen Regionen.
1813 übertrugen die Cortes von Cádiz einen Teil des Gebiets an den Duke of Wellington als Anerkennung seiner Leistungen während des spanischen Unabhängigkeitskrieges gegen die französischen Besatzer. Bis 1940 verkauften die Nachkommen Wellingtons langsam ihre spanischen Besitztümer an die dort tätigen Landwirte.

## Kultur
Federico García Lorca, einer der bedeutendsten spanischen Autoren des 20. Jahrhunderts, wurde hier geboren. Dieser Umstand hat starke Auswirkungen auf die Kultur und den Tourismus in der Gemeinde. Dort finden sich verschiedene Gedenkorte und ein kleines Museum in seinem Geburtshaus, das vom Patronato Cultural Federico García Lorca betrieben wird. Seit 1931 trägt die ehemalige Calle de la Iglesia seinen Namen.

## Gastronomie
Die lokale Küche wird von dem hier angebauten Gemüse bestimmt: Grüner Spargel, Kartoffeln und Spinat. Zu den regionalen Spezialitäten zählen die Patatas en Gloria, die mit Öl und Essig zubereitet werden.